# Автошлях B13 (Німеччина)
Федеральний автошлях 13 (B13, нім. Bundesstraße 13)  — це довша федеральна дорога у Баварії. Вона веде від старого єпископського міста Вюрцбург у Нижній Франконії через наймолодше баварське місто Інгольштадт і мегаполіс Мюнхен до берегів озера Сільвенштейн в Альпах, поблизу кордону з Австрією.